# 禅幢寺
禅幢寺（ぜんとうじ）は岐阜県不破郡垂井町岩手の菩提山山麓にある曹洞宗の寺院。この地方の領主であった竹中重治の菩提寺として知られる。また、西美濃三十三霊場16番札所としても知られる。
室町時代の明応3年（1494年）に岩手の領主であった岩手典長が薩摩国金幢寺の住職であった盛庵正蹟を招聘して開いた。永禄元年（1558年）に岩手忠誠を竹中重元が滅ぼすと新たに領主となった竹中氏の保護を受けるようになる。天正15年（1587年）に竹中重門が父の竹中重治の墓を病没した播磨国三木から改葬した。寛文3年（1663年）、竹中重門の子である竹中重常により本堂が建立された。本堂及び所蔵する竹中重治画像が垂井町の文化財に指定されている。